# بلای
بلای (به فرانسوی: Blaye) یک کامین در فرانسه است که در کانتون بلای واقع شده‌است.

## خصوصیات
بلای ۶٫۴۲ کیلومترمربع مساحت و ۴٬۹۵۹ نفر جمعیت دارد و ۷ متر بالاتر از سطح دریا واقع شده‌است.

## خواهرخوانده
شهرهای تسولپیش، مچین و Tàrrega خواهرخوانده‌های بلای هستند.